# آتم فیلیپس
آتم فیلیپس (انگلیسی: Autumn Phillips؛ زادهٔ ۳ مهٔ ۱۹۷۸) بازیگر اهل کانادا است.
او دانش‌آموختهٔ دانشگاه مک‌گیل و همسرِ پیتر فیلیپس (نوهٔ الیزابت دوم) است.
از فیلم‌هایی که وی در آن‌ها نقش داشته است، می‌توان به رنگین‌کمان اشاره نمود.